# 21st Century Fox
21st Century Fox foi uma empresa multinacional americana de meios de comunicação em massa sediada em Midtown Manhattan, Cidade de Nova Iorque. Foi uma das duas empresas que foram formadas a partir da separação dos negócios de editoração da News Corporation em 2013, tal como foi fundada em 1980 por Rupert Murdoch.
A 21st Century Fox foi a sucessora legal da News Corporation, ofertando primariamente nas indústrias de cinema e televisão. Era o terceiro maior conglomerado de mídia dos Estados Unidos, depois da The Walt Disney Company e da Comcast. A outra empresa, a "nova" News Corporation, administra os interesses de Murdoch em negócios impressos e outras mídias na Austrália (ambos administrados por ela e por família através de fundo familiar com controle de 39% cada).
Os ativos da empresa incluia a Fox Entertainment Group — donos do estúdio de cinema 20th Century Fox (homônimo parcial da empresa), da rede de televisão Fox e o Fox News Channel, além de outros ativos. Também possuia importantes operações no exterior, incluindo a operadora de canais pagos pan-asiática Star TV.
Em 14 de dezembro de 2017, a The Walt Disney Company anunciou planos para adquirir a 21st Century Fox por 52,4 bilhões de dólares; isto irá incluir negócios chaves tais como a 20th Century Fox, FX Networks, National Geographic Partners, sua rede regional de esportes, e suas redes internacionais. Negócios como a rede de televisão Fox, o canal Fox News, e a maior parte do Fox Sports serão separados numa empresa independente administrada pela família Murdoch, que veio a ser a Fox Corporation.

## História

### Formação
A 21st Century Fox foi formada através da separação dos negócios de entretenimento e mídia da News Corporation. Em fevereiro de 2012, Natalie Ravitz aceitou uma posição para se tornar a Chefe de Gabinete de Rupert Murdoch na News Corporation. O conselho da News Corporation aprovou a divisão em 24 de maio de 2013, enquanto os acionistas aprovaram a divisão em 11 de junho de 2013; a empresa completou a divisão em 28 de junho e formalmente começou a operar no NASDAQ em 1º de julho. Os planos para a divisão foram originalmente anunciados em 28 de junho de 2012, enquanto os detalhes adicionais e o nome de trabalho da nova empresa foram revelados em 3 de dezembro de 2012.
Murdoch afirmou que a realização desta divisão "desbloquearia o verdadeiro valor de ambas as empresas e seus ativos distintos, permitindo que os investidores se beneficiem das oportunidades estratégicas separadas resultantes da gestão mais focada de cada divisão". A mudança também veio após uma série de escândalos que mancharam a reputação das operações de publicação da empresa no Reino Unido. A divisão foi estruturada para que a antiga News Corporation mudasse seu nome para 21st Century Fox e separasse seus ativos de publicação numa "nova" News Corporation.
Enquanto a empresa foi originalmente anunciada  como Fox Group, em 16 de abril de 2013, Murdoch anunciou o novo nome como uma forma de sugerir a retenção da herança da 20th Century Fox à medida que o grupo avança para o futuro. Seu logotipo foi oficialmente revelado em 9 de maio de 2013, apresentando uma versão modernizada dos icônicos holofotes da Fox. No entanto, a marca 21st Century Fox não se estende à divisão existente do 20th Century Fox (que permanece sob seu nome original).
A formação da 21st Century Fox foi oficialmente finalizada em 28 de junho de 2013. Foi formalmente listada na NASDAQ e na Australian Securities Exchange em 1 de julho de 2013.

### História subsequente
Em 8 de janeiro de 2014, Rupert Murdoch anunciou planos para deslistar as ações da 21st Century Fox da Australian Securities Exchange, em favor de apenas negociar na NASDAQ. Sua listagem na Austrália foi um resquício do período como News Corporation, e a 21st Century Fox tem relativamente uma pequena presença na Austrália, diferentemente da News Corp. Murdoch disse que as mudanças, que foram esperadas para serem completadas em junho de 2014, possam "simplificar o capital e a estrutura de operação" da 21st Century Fox e oferecer "melhor liquidez" aos acionistas. Também nesse mês, a empresa adquiriu uma participação maioritária na YES Network.
Em junho de 2014 a 21st Century Fox fez uma oferta para adquirir a Time Warner, que similarmente tinha separado seus negócios de editoração, por 80 bilhões de dólares numa oferta em dinheiro e ações. A oferta, que foi rejeitado pela diretoria da Time Warner em julho de 2014, teria que envolver a venda da CNN para escapar de problemas com antitruste. Em 5 de agosto de 2014, a 21st Century Fox anunciou que retirou sua oferta pela Time Warner. As ações da empresa caíram acentuadamente desde que a oferta foi anunciada, levando seus diretores a anunciarem que a 21st Century Fox compraria mais 6 bilhões de dólares em ações da empresas nos 12 meses seguintes.
Em 25 de julho de 2014 a 21st Century Fox anunciou a venda da Sky Italia e da Sky Deutschland para a BSkyB por 9 bilhões de dólares, oferta sujeita a aprovação dos acionistas e de órgão regulatórios. A Fox poderia usar o dinheiro da venda, junto com 25 bilhões de dólares que recebeu do Goldman Sachs, para tentar outra oferta pela Time Warner.
Em dezembro de 2014 o estúdio de televisão Shine Group, de propriedade da Fox, fundiu-se com o estúdio holandês Endemol e a Core Media Group para formar a Endemol Shine Group, no qual é propriedade da 21st Century Fox juntamente com a Apollo Global Management.
Em 9 de setembro de 2015 a 21st Century Fox anunciou uma joint venture com fins lucrativos joint venture com a National Geographic Society, chamada de National Geographic Partners, que tomou posse de todos os meios de comunicação social e de consumo da National Geographic, incluíndo a revista National Geographic, os canais de televisão com a marca National Geographic que já eram executados como uma joint venture com a Fox. A 21st Century Fox possui uma parcela de 73% na empresa.
Em 15 de dezembro de 2016 a 21st Century Fox chegou a um acordo para adquirir os 61% da Sky que ainda não possui. O valor da empresa é estimado em 18,5 bilhões de libras. A oferta foi aprovada pela Comissão Europeia em 7 de abril de 2017, seguido do Ministro das Comunicações, Clima, Ação e Meio Ambiente da Irlanda em 27 de junho. No entanto, o acordo tornou-se sujeito a escrutínio e uma revisão regulamentar alargada no Reino Unido em relação às preocupações em torno da pluralidade de meios de comunicação britânicos que serão propriedade da família Murdoch após a fusão (contando com os jornais da News Corp e a recente aquisição da operadora de estações de rádio Wireless Group), e violações das regulações de transmissão notícias britânica conectadas ao carregamento anterior do Fox News Channel pela Sky no país.
Em 30 de abril de 2017 foi noticiado que a 21st Century Fox estava em conversas para adquirir a Tribune Media numa joint venture com a Blackstone Group. Em 7 de maio de 2017, foi noticiado que a Sinclair Broadcast Group estava se aproximando de um acordo para comprar a Tribune Media, e que a 21st Century Fox retirou sua oferta pela empresa. O acordo foi oficialmente anunciado no dia seguinte. Em 2 de agosto de 2017, foi noticiado que a 21st Century Fox estava em conversas para formar uma joint venture similar com a Ion Media em um esforço para contrariar Sinclair e retirar as afiliações da Fox de suas estações; analistas consideraram que a parceria proposta foi concebida como uma manobra de barganha contra Sinclair, uma sessão que teria que fazer investimentos significativos nas estações adquiridas para torná-las rentáveis e capazes de produzir programas de notícias locais (as estações da Ion historicamente têm poucos empregados ou infraestrutura local), e que a Fox arriscava perder audiência através dessas transações.
A Kingdom Holding Company, pertencente ao príncipe Al-Waleed bin Talal, vendeu sua participação minoritária na 21st Century Fox durante o encerramento do trimestre fiscal encerrado em setembro de 2017. Anteriormente, tinha uma participação de 6%, que foram reduzidas para cerca de 5% em 2015. A avaliação das ações, ou para quem elas foram vendidas, é desconhecida; Al-Waleed foi o maior acionista unitário da empresas atrás da família Murdoch. A venda foi anunciada depois que Al-Waleed foi preso no começa de novembro de 2017 como parte de uma sondagem anticorrupção pelo governo saudita.

### Venda para a Disney
Em 14 de dezembro de 2017, após rumores de uma possível venda, a The Walt Disney Company anunciou sua intenção de adquirir a 21st Century Fox por 52,4 bilhões de dólares após a separação de certas empresas, aguardando uma aprovação regulatória.
Sob os termos do acordo, a 21st Century Fox irá separar a Fox Broadcasting Company, a Fox News e a Fox Business Network, as operações nacionais do Fox Sports (tais como a FS1 e a Big Ten Network, mas excluindo sua rede regional de esportes), e o lote da 20th Century Fox em Century City, com Disney adquirindo o restante da 21st Century Fox. Isto incluirá negócios chave de entretenimento tais como o estúdio de cinema 20th Century Fox e suas subsidiárias, uma participação no Hulu, as subsidiárias de TV paga nos EUA como a FX Networks, Fox Sports Networks, e a National Geographic Partners, e operações internacionais como a Star TV e a Sky plc. A principal internação da aquisição é para reforçar seus eforções em dois serviços de conteúdo over-the-top planejados pela Disney — incluído um serviço de esportes com a marca da ESPN e um outro serviço de entretenimento voltado para a Disney.
A transação proposta levou a preocupações antitruste significativas, pois levará a uma perda tangível de concorrência nas indústrias de radiodifusão cinematográfica e esportiva.

## Operações
As operações da 21st Century Fox podem ser categorizadas em quatro maiores segmentos.
- Programação de Redes a Cabo
- Televisão
- Entretenimento Filmado
- Transmissão Direta de Televisão por Satélite.[53]

Entre as divisões da empresa está a Twentieth Century Fox Consumer Products, que "licencia e mercadoriza propriedades em todo o mundo" em nome de uma série de ativos da 21st Century Fox e de terceiros.
Desde 2015, o vice-presidente sênior de relações governamentais é Joe Welch.

## Governança corporativa
Em sua formação em 2013, Murdoch era chairman e diretor executivo (CEO, na sigla em inglês) da empresa, enquanto Chase Carey tomou conta dos postos de presidente e de diretor de operações. As posições de co-presidente e de co-CEO foram criados em 2014 e foram preenchidos respectivamente por Lachlan Murdoch e James Murdoch, ambos filhos de Rupert Murdoch.
Em 1de julho de 2015, Lachlan Murdoch foi promovida para co-chairman executiva junto com seu pai, e James Murdoch o substituiu como CEO. O ex-diretor de operações Chase Carey tornou-se vice chairman executivo.

## Negócios
A 21st Century Fox principalmente consiste de propriedades de mídia e de radiodifusão que foram pertencentes de seu antecessor, tais como a Fox Entertainment Group e a Star TV. As propriedades de radiodifusão da News Corporation na Austrália, tais como a Foxtel e o Fox Sports Austrália, continua sendo parte de uma recém renomeada News Corp Australia — que foi separada junto com a nova News Corp e não é uma parte da 21st Century Fox.